# Прем'єр-міністр Непалу
Прем'єр-міністр Непалу — голова уряду держави Непал.
Посада виникла ще наприкінці 18-го ст. як головного міністра при королі Непалу. Тоді прем'єр-міністри Королівства Непал були повністю підпорядковані королю. Але 1846 р. феодали з роду Рана здійснили державний переворот і захопили владу в країні, проголосивши себе спадковими прем'єр-міністрами. Король Непалу був зведений сімейством Рана до ролі церемоніяльної фігури. Правління роду Рана тривало до 1951 р. Тоді королі Непалу повернули собі дійсну владу. Прем'єр-міністри Непалу знову стали підпорядковані королю. З 1990 р. Непал став конституційною монархією, а з 2008 р. республікою. Тепер фактична влада в державі перебуває в руках прем'єр-міністра Непалу. Прем'єр-міністр обирається у парламенті депутатами за підсумками загальних парламентських виборів.

## Перелік прем'єр-міністрів Непалу
Династія Рана
- Джанг Бахадур Рана — 1846—1856
- Бам Бахадур Кунвар — 1856—1857
- Джанг Бахадур Рана — 1857—1877 (удруге)
- Ранадіп Сінг Кунвар — 1877—1885
- Бір Шамшер Джанг Бахадур Рана — 1885—1901
- Дева Шамшер Джанг Бахадур Рана — 5 березня — 27 червня 1901
- Чандра Шамшер Джанг Бахадур Рана — 27 червня 1901 — 26 листопада 1929
- Бім Шамшер Джанг Бахадур Рана — 1929—1932
- Джудга Шамшер Джанг Бахадур Рана — 1932—1945
- Падма Шамшер Джанг Бахадур Рана — 1945—1948
- Моган Шамшер Джанг Бахадур Рана — 1948—1951

Правління короля
- Матріка Прасад Койрала — 1951—1952
- Матріка Прасад Койрала — 1953—1955 удруге)
- Локендра Бахадур Чанд — 1983—1986
- Локендра Бахадур Чанд — 1990 (удруге)

Конституційна монархія
- Крішна Прасад Бгаттараї — 1990—1991
- Гіріджа Прасад Коїрала — 1991—1994
- Шер Бахадур Деуба — 1995—1997
- Локендра Бахадур Чанд — 1997
- Гірідж Прасад Коїрала — 1998—1999
- Крішна Прасад Бгаттараї — 1999—2000
- Гірідж Прасад Коїрала — 2000—2001
- Шер Бахадур Деуба — 2001—2002 (удруге)
- Г'янендра — 2002 (пряме правління короля)
- Локендра Бахадур Чанд — 2002—2003 (учетверте)
- Шер Бахадур Деуба — 2004—2005 (утретє)
- Г'янендра — 2005—2006 (пряме правління короля)
- Гірідж Прасад Коїрала — 2006—2008 (учетверте)

Республіка
- Пушпа Камал Дагал — 2008—2009
- Мадгав Кумар Непал — 29 травня 2009 — 3 лютого 2011
- Джала Натг Ханал — 3 лютого — 29 серпня 2011
- Бабурам Бгаттараї — 29 серпня 2011 — 14 березня 2013
- Хіл Радж Регалі — 14 березня 2013 — 11 лютого 2014
- Сушіл Коїрала — 2014—2015
- Кхадга Прасад Шарма Олі — 12 жовтня 2015 — 4 серпня 2016
- Пушпа Камал Дагал — 2016—2017 (удруге)
- Шер Бахадур Деуба — 7 червня 2017 — 15 лютого 2018 (учетверте)
- Кхадга Прасад Шарма Олі — 15 лютого 2018 — 13 липня 2021 (удруге)
- Шер Бахадур Деуба — 13 липня 2021 — 26 грудня 2022 (уп'яте)
- Пушпа Камал Дагал — з 26 грудня 2022 (утретє)